# 箕面市立郷土資料館
箕面市立郷土資料館（みのおしりつ きょうどしりょうかん）は、大阪府箕面市にある歴史系資料館。

## 概要
箕面市内の遺跡・古墳から出土した考古資料と市民の生活資料を収集して、平成元年（1989年）4月1日に西小路にて開館。
- 平成18年（2006年）2月16日、一旦閉館。
- 平成18年（2006年）8月1日、みのおサンプラザ1号館地下1階に移転して開館。[1]

## 施設

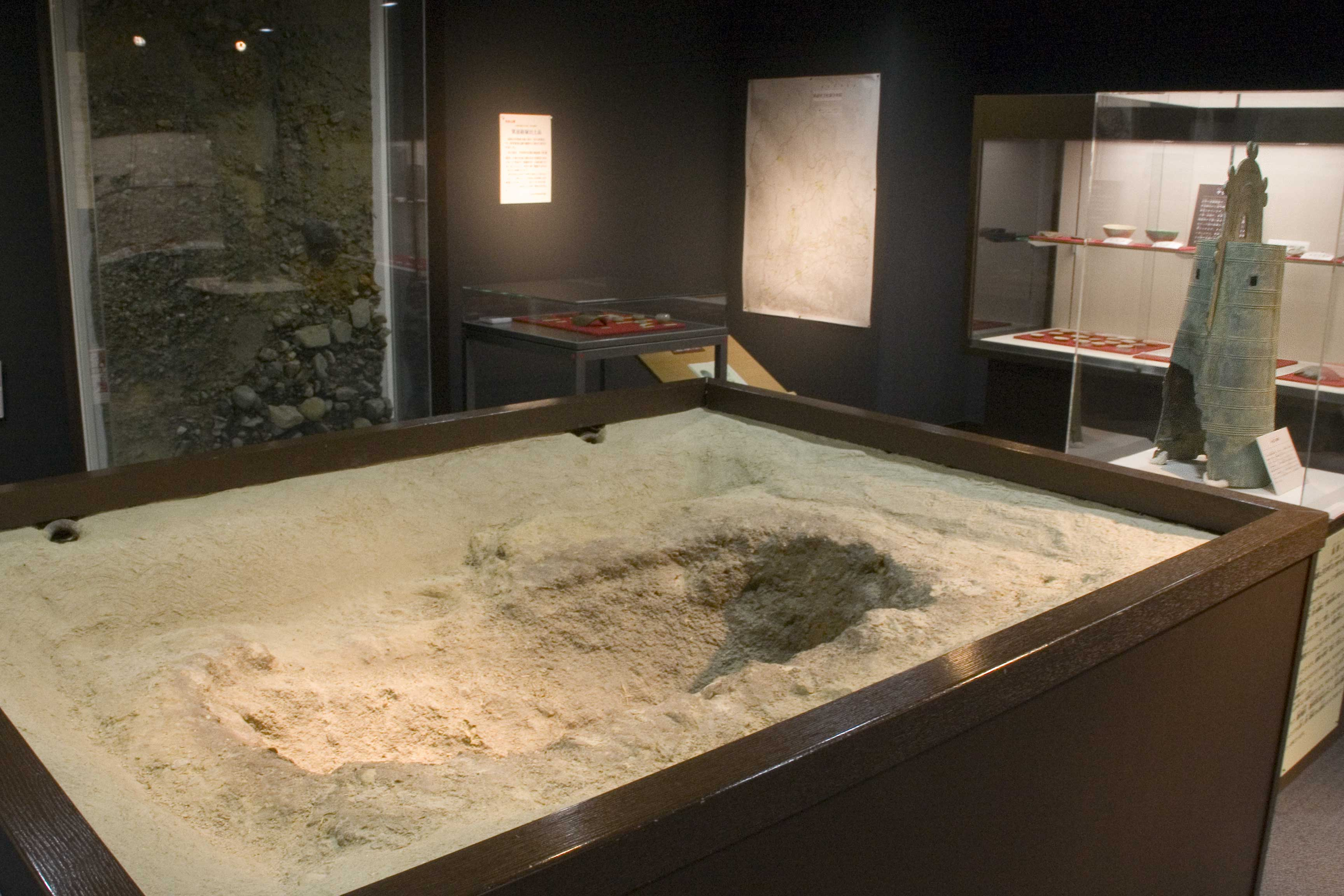
如意谷銅鐸とその埋納穴

- 常設展示　農家の居間・稲の一生コーナー
- 考古資料のコーナー
- 企画展示のコーナー　年6回企画展を実施。

秋期　拓本を活用した石造文化財をテーマとした企画展。
冬期　小学生を対象とした「くらしの道具展」。
- 体験学習室

## 利用情報
- 開館：　10:00～17:00
- 休館日：毎週木曜日及び年末年始（12月29日から1月3日）
- 入場料：無料

## 周辺情報
- 明治の森箕面国定公園
- 箕面滝
- 箕面公園昆虫館

## 交通
- 阪急箕面線「箕面駅」から、東へ徒歩およそ2分。